# Término augustal
Un término augustal es un mojón de piedra, erigido en época del Imperio romano, que servía para delimitar ciertos territorios, públicos o privados, cuya denominación se expresa mediante una inscripción.
Estos mojones o hitos con un campo epigráfico destinado a delimitar territorios. En el caso de las Legiones Romanas, unas praderas o prata legionis en zonas limítrofes con el territorio de las ciudades que se delimitaban del territorio militar, con este tipo de señalización. Se supone a día de hoy que este tipo de inscripción es exclusiva de Hispania.
Los materiales usados según los hallazgos de estas piezas talladas son como norma general de origen local, como la piedra arenisca, canto rodado (Lekunberri) un soporte sin duda poco común que se relaciona con el mundo militar de los prata legionarios, la laja y granito como las halladas encastradas en la muralla de Salamanca.
Diversas teorías, como la que circundan alrededor del hallazgo del término augustal de Los Remedios en Madrid, que se interpreta como límite entre conventos jurídicos caesaraugustanus y carthaginiensis ("Le Roux 1994, Knapp 1992 y Abascal 2008 incluyen, sin discutir las afirmaciones de Stylow, este término en sus respectivos catálogos") y el de Lekunberri que se asimila con el anterior en varios aspectos, como las terminologías y su situación sobre la teórica línea occidental del convento jurídico caesaraugustano, podría significar que delimitasen este convento jurídico con el de los vascones.
La mayoría de las dataciones rondan el siglo I, basadas en el tipo de epigrafía y en los sucesos que permitieron la delimitación de los territorios, como el fin de las Guerras Cántabras.

## Términos augustales en Hispania
Una de las mayores aglomeraciones de hitos terminales del Imperio romano se han localizado en los municipios de Valdeolea y Valdeprado del Río, ambos en la comarca de Campoo, al sur de Cantabria. En dichos municipios se han hallado más de una veintena de términos augustales que fueron erigidos en los momentos posteriores a las guerras cántabras (29-19 a. C.). Estos fijaban el límite entre el territorio dependiente de la ciudad romana de Julióbriga, sujeto a tributación, y los pastos adscritos a la Legio IIII Macedonica, libres de tributos por su carácter militar. Delimitaban los territorios con un texto que se repite de modo invariable: «Término augustal. Divide los prados de la legión IV y el territorio de los juliobriguenses». Únicamente se aprecian las variaciones lógicas producidas por las dimensiones del campo epigráfico en la distribución de las líneas y su estado de conservación. La inscripción dice así:

TER(minus) AVGVST(alis)
DIVIDIT PRAT(a)
LEG(ionis) IIII ET AGR-
-VM IVLOBRIG(ensium)

La traducción de la inscripción es: Término augustal; divide los prados de la Legio IV Macedonica del territorio de Iuliobriga.
Este texto refleja la estructuración y organización del territorio, que se llevó a cabo inmediatamente después de la conquista de Cantabria y de la fundación de Julióbriga.

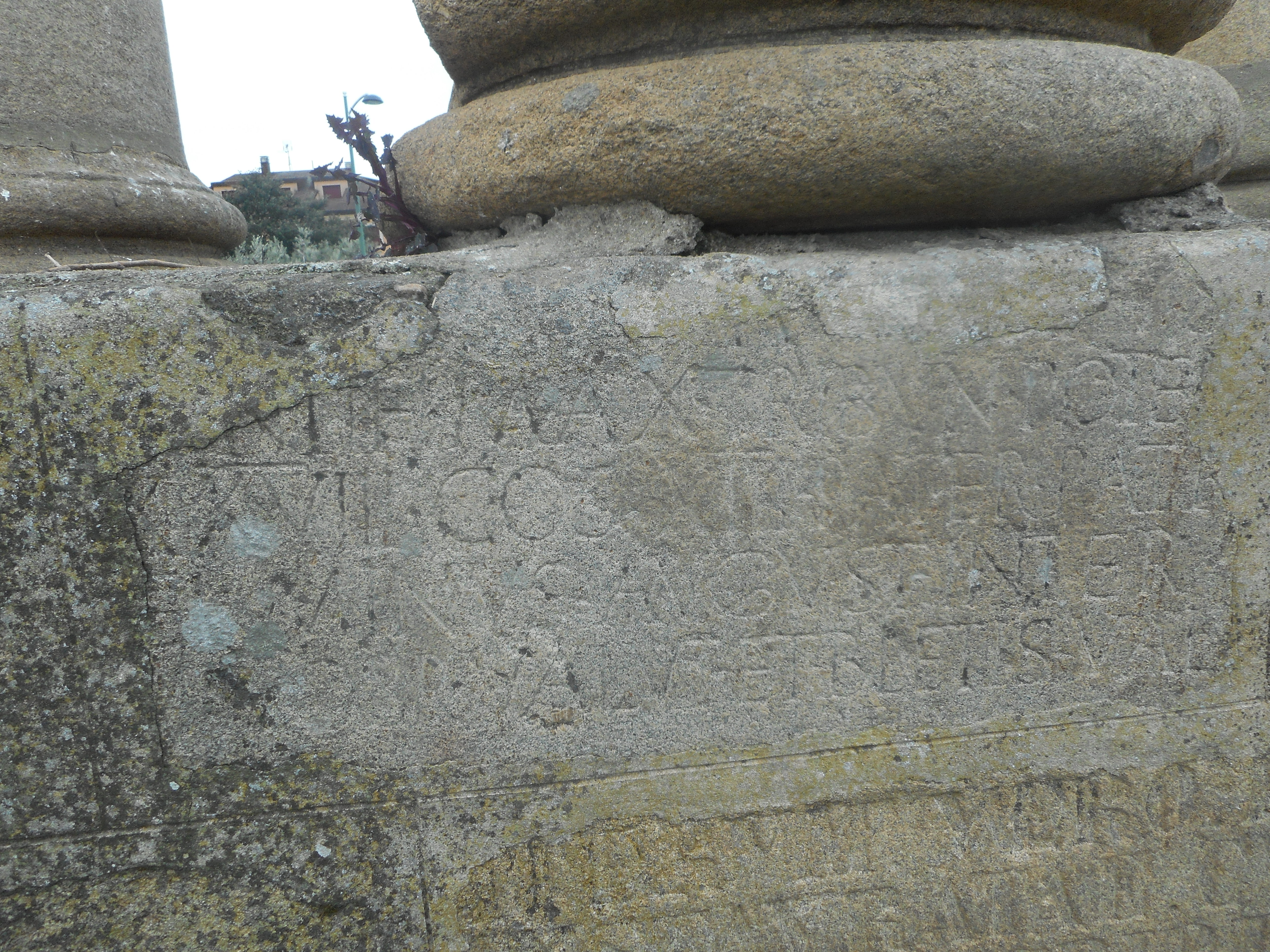
Término augustal de Ciudad Rodrigo, situado en la base de las Tres Columnas de la localidad; separaba Mirobriga de Beltisa

También han sido localizados numerosos términos augustales —más de una decena— en los alrededores de Herrera de Pisuerga (la antigua Pisoraca), en la provincia de Palencia. Estos tenían la misma función que los encontrados en territorio cántabro: delimitar los territorios de la Legio IIII Macedonica de los que no lo eran.
Así mismo, procedentes de la localidad leonesa de Castrocalbón, se conservan varios termini augustalis que separaban los prata de la Cohors IV Gallorum de la ciudad de Bedunia, mientras que procedentes de Congosto se conserva otro terminus que seaparaba el territorio de esa ciudad de los prata de la Legio X Gemina.
Otros términos augustales fueron hallados en el entorno de la actual Ciudad Rodrigo en el suroeste de la provincia de Salamanca. En la iglesia de Ledesma (la antigua Bletisa), se encontró un mojón de piedra cuya inscripción se refería a los límites territoriales entre Bletisa, Mirobriga y Salmantica; así como otra en Yecla de Yeltes.
Otro término augustal fue encontrado en el valle de Ollo (Navarra), procedente de Lekunberri. Los investigadores postulan que formaba parte de la delimitación de los conventos cluniense y cesaragustanus o bien entre dos pueblos: vascones y várdulos.

## Hallazgos y dudas
Se vienen sucediendo apariciones de nuevas piezas como la mencionada de Lekunberri, o la hallada en La Cuadra, Cantabria. Fragmentos o piezas casi completas. En escombreras, insertadas por reutilización en edificios, murallas o enterradas. La zona cántabra parece tomar ventaja por la cantidad hallada, llegando a ser declarada bien de interés cultural de zona arqueológica, en el término municipal de Valdeolea, teorizándose que las demarcaciones vinieron a establecerse tras las llamadas Guerras Cántabras datadas entre el año 29 a.c. y el 19 a.c. Aunque se han sucedido también en enclaves destacados de Badajoz pudiendo significar a raíz de los estudios en 2020 la existencia praefectura emeritense meridional, pero siendo extremadamente cautos en esta afirmación dada la poca información de la que se dispone del llamado término augustal de Valencia del Ventoso.
Algunos de estos hallazgos recientes, aparecen en edificaciones más recientes donde fueron reutilizados. Un ejemplo en este aspecto es el llamado término de la Capilla de Los Pobres, en la iglesia de Santa María la Mayor de Ledesma, que delimitaba en origen la jurisdicción entre Bletisa, Mirogriga, y Salmantica en el año 1889
Algunos no tan nuevos hallazgos, han sido catalogados recientemente, al tener acceso el arqueólogo a colecciones privadas que pasan a manos públicas, o gracias que el tenedor da permiso para la realización de las labores historiográficas.
Existen disensiones basadas en la inexactitud de algunos de los términos en relación con los yacimientos de los que se supone conocer el nombre, o disertaciones sobre si son errores de los artesanos a la hora del grabado o si es que se ha cometido un error arqueológico a la hora de nombrar las poblaciones que supuestamente deben delimitar.
De lo que no hay duda es que los términos augustales, han servido y están sirviendo para delimitar en la actual península ibérica, territorios antiguos, entre cántabros y astures, pero más recientemente entre várdulos y vascones. Los territorios que estaban romanizados, se delimitaban entre ellos por accidentes geográficos (ríos, montañas, etc.), aunque como vemos, estos términos suponen para el territorio en la época, una nueva manera de señalización o amojonar.
Hay una relación entre el uso de estos hitos con la toponimia posterior de los lugares donde se situaban, tales como los del término augustal de Los Remedios, que sitúa en la actualidad en la antigua línea divisoria de Clunia, Caesaraugusta y Carthago Nova los siguientes topónimos: Almojón, Peñalmojón, Mondalindo, Cabeza Mojón, Cabeza Arcón, Alto del Mojón, Los Tres Mojones, La Cruz, Collado del Término, Mojón de Cantos, Morcuera, Peña Lindera, Arroyo de Navalmojón, Almojoncillo, Almojón, Canto de las Tres Cruces, Tres Cantos y Cantoblanco. En el caso también ejemplarizante de Lekunberri, hay topónimos de base muga, que significa mojón.
Por lo tanto, esto expone la importancia de estas señalizaciones para la época y para el estudio historiográfico actual, donde va más allá que la delimitación de territorios de las legiones, sino también de conventos jurídicos. Datos que para algunos generan dudas sobre la situación de esas antiguas localizaciones, o sobre la identidad de las mismas, pero que de todas formas, suponen un campo de estudio capital.